# La fiaca (película)
La fiaca es una película argentina de comedia dramática de 1969 escrita y dirigida por Fernando Ayala. Está basada en la obra teatral homónima de Ricardo Talesnik, y es protagonizada por Norman Briski, Norma Aleandro, Jorge Rivera López y Lydia Lamaison. Fue estrenada el 6 de marzo de 1969.

## Sinopsis
Néstor Vignale, un empleado de una oficina citadina, una mañana decide faltar a su trabajo en un intento de rebelión. Vignale explica a su esposa Martha que sufre de «fiaca» (pereza), negándose a seguir su rutina laboral mantenida hasta entonces y dedicando todo su tiempo a la simple diversión y entretenimiento. Vignale sufre los reproches de su madre (quien vive con el matrimonio), recordándole su rol de "empleado ejemplar", e inclusive sus colegas y jefes acuden a su casa a instarle a retomar sus actividades, hasta que las realidades de su vida cotidiana le hacen meditar sobre su decisión.

## Reparto
Participaron del filme los siguientes intérpretes:
- Norman Briski … Néstor
- Norma Aleandro … Martha
- Jorge Rivera López … Peralta
- Lydia Lamaison … Madre
- Juan Carlos Gené … Jáuregui
- Tino Pascali
- Jorge Cano
- Antonio Provitilo
- Eduardo Muñoz
- Jorge García Alonso
- Salo Vasocchi
- Aída Rubino
- Mónica Grey

## Premio
Juan Carlos Gené fue galardonado en 1970 con el Premio Cóndor de Plata al Mejor actor de reparto por su trabajo en tres películas, una de las cuales era La fiaca.

## Comentarios
Confirmado escribió:

”Sin audacias llamativas el film capta un estilo y una realidad porteña.”

La Prensa opinó:

”Muy coherente fue cambiar el final que se despojó de la hojarasca del original, y permitió al director una última toma elocuente y acertadamente simbólica .”

Primera Plana dijo:

”Briski parece estar a punto de dar a luz un nuevo recurso expresivo, aunque todavía no pude asegurarse que puedan llegar a ser cuatro. Un elenco admirable suple las carencias del protagonista.”